# Адамув (Томашовський повіт)
Ада́мув (пол. Adamów) — село в Польщі, у гміні Будзішевиці Томашовського повіту Лодзинського воєводства.
Населення — 71 особа (2011).
У 1975-1998 роках село належало до Пйотрковського воєводства.

## Демографія
Демографічна структура станом на 31 березня 2011 року:
|          | Загалом | Допрацездатний вік | Працездатний вік | Постпрацездатний вік |
| -------- | ------- | ------------------ | ---------------- | -------------------- |
| Чоловіки | 34      | 10                 | 19               | 5                    |
| Жінки    | 37      | 12                 | 17               | 8                    |
| Разом    | 71      | 22                 | 36               | 13                   |